# Толидо
Толидо (енгл. Toledo) четврти је по величини град у америчкој савезној држави Охајо. Број становника по попису из 2010. године је 287.208.

## Демографија
По попису из 2010. године број становника је 287.208, што је 26.411 (-8,4%) становника мање него 2000. године.
|                   | 2010.            | 2000.            |
| Укупно            | 287 208 (100,0%) | 313 619 (100,0%) |
| Белци             | 176 468 (61,44%) | 212 658 (67,81%) |
| Афроамериканци    | 78 073 (27,18%)  | 73 854 (23,55%)  |
| Хиспаноамериканци | 21 231 (7,392%)  | 17 141 (5,466%)  |
| Остали            | 8 172 (2,845%)   | 6 733 (2,147%)   |
| Азијати           | 3 264 (1,136%)   | 3 233 (1,031%)   |

## Партнерски градови
- Познањ
- Толедо
- Еберсвалде
- Лондрина
- Сегедин
- Тојохаши
- Ћинхуангдао